# Cinetus telon
Cinetus telon är en stekelart som beskrevs av Nixon 1957. Cinetus telon ingår i släktet Cinetus, och familjen hyllhornsteklar. Arten är reproducerande i Sverige.